# 下総国
下総国（しもうさのくに、しもふさのくに、しもつふさのくに）は、かつて日本の地方行政区分だった令制国の一つ。東海道に属し、現在の千葉県北部と茨城県南西部が主たる領域にあたる。

## 概要
現在の千葉県北部と茨城県南西部を主たる領域とする旧国名。北で常陸国と下野国、西で上野国と武蔵国、南で上総国、江戸内海を挟んで相模国と接する。
『古語拾遺』によると、よき麻の生いたる土地というところより捄国（ふさのくに・総国）と称したとされる総国の北部にあたり、総国の分割によって建てられたとも言われている。古くは「之毛豆不佐（）」と呼び、これが「しもふさ」「しもうさ」に転じたという。
この下総国のほかにも、国の名前に「上」「下」や「前」「後」と付くものがいくつかあるが、いずれも都（近代以前の概念では畿内）に近いほうが「上」「前」と考えられている。上総国と下総国の場合、西国からの移住や開拓が黒潮にのって外房側からはじまり、そのため房総半島の南東側が都に近い上総となり、北西側が下総となった。また、毛野から分かれた上野・下野と同じく、「上」「下」を冠する形式をとることから、上総・下総の分割を6世紀中葉とみる説もある。

## 沿革
律令制以前には印波、千葉、下海上の国造が置かれていた。律令制国家建設にともなって東海道に属する一国となり、葛飾、千葉、印旛、匝瑳、相馬、猿島、結城、岡田、海上、香取、埴生の11の郡（評）をもって令制国としての下総国とした（のち豊田郡が加わる）。元々東海道は海つ道（海路）であり上総国から下総国へ入る経路だったが、宝亀2年（771年）に武蔵国が東海道に移管され、相模国から武蔵国を通って下総国へ入る経路へ変更された。国府は市川市国府台付近に置かれ、国級は大国に位置づけられた。
古代末期から中世にかけて千葉氏が台頭し、源頼朝を支援して鎌倉幕府創設に尽力した。鎌倉・室町時代と守護の地位を確保し、中世には千葉氏の歴代当主が下総の守護と権介を兼ねるようになり、特別な敬意を込めて千葉介（ちばのすけ、「千葉郡を領する（権）介」）と呼称された。一方、最北部の結城郡を中心とした下野国との境界付近に根拠を持つ小山氏の庶流・結城氏も鎌倉幕府の創設に貢献して独自の勢力を築き、室町時代の一時期には下野国の守護に任じられている。
15世紀前半の永享の乱やその他の関東の動きに結城氏や千葉氏も巻き込まれる。結城氏は結城合戦で室町幕府と戦って一時滅亡に追い込まれ、千葉氏も享徳の乱における内紛で宗家は滅亡、その結果千葉氏は武蔵国に逃れた一流と千葉から佐倉に拠点を移した一流の2つに分裂することになり次第に衰えた。かわって下総生実城に寄った小弓御所足利義明が勢威をふるい小田原の北条氏と対抗した。1538年（天文7年）と1564年（永禄7年）の国府台合戦においてはじめに足利義明が敗死、また義明の後に台頭した安房国の里見氏が敗北したことにより、下総国内は小田原の北条氏の強い影響を受けることになり、佐倉の千葉氏やその家臣で主家をしのぐといわれた原氏、また高城氏らが従属下に置かれるようになった。1590年（天正18年）、豊臣秀吉の来攻に北条氏は屈服したが千葉氏らはこれと運命をともにした。再興された結城氏も北条氏と上杉氏や佐竹氏との間で連携と離反を繰り返すが、最終的に豊臣秀吉に従って所領を安堵されている。
徳川家康の関東入府直後には下総は万石以上の11氏が配置された。また、豊臣秀吉から所領安堵を受けた結城氏は結城城で11万石余を領して家康の次男である結城秀康を養子に迎えて後を継がせていたが、1600年（慶長5年）の関ヶ原の戦い後に秀康が越前北庄（現・福井市）に転封されると、名字も松平氏と改め、結城城も破却されてしまい、結城氏は事実上滅亡することになった（結城氏の祭祀自体は秀康の子孫の1つである（姫路藩→前橋藩）松平家が行った）。
結城氏の移封後、下総国の諸藩のうち比較的に規模が大きいのは古河藩（最大16万石）、佐倉藩（最大14.2万石）、関宿藩（最大7.3万石）のみで、その他の藩はいずれも1万石前後の小藩であり、藩自体の存続期間の短いものが多かった。ほかに幕府領や旗本領が入り組み、古河・佐倉・関宿の各藩も含めて藩主の交替が頻繁であったために下総国全域を統合するような政治文化は醸成されなかった。近世初期（1683年（貞享3年）また一説によれば寛永年間（1622年 - 1643年）に、下総の葛飾郡から利根川（現在の江戸川下流）以西の地域を割き、武蔵国の葛飾郡（現在は東京都・埼玉県に属する部分の大部分）とした。国内の村数は天保期には約1620か村を数えた。
1867年（慶応3年）の大政奉還の時点で下総国内には結城、古河、関宿、佐倉、高岡、多古、小見川の8藩と幕府領、旗本領が置かれた。1868年（慶応4年、明治元年）、幕府が崩壊して明治政府が関東地方を制圧すると、下総国内の旧幕府領・旗本領は下総知県事（佐々武直武のち水筑龍）の管理下に置かれた（一部は武蔵知県事または安房上総知県事の所管）。1869年（明治2年）に下総知県事の管轄区域に葛飾県が置かれ、水筑龍が知事となって1万3600石余を支配した。一方、1870年（明治3年）には従来の8藩のほかに曾我野藩が新たに置かれた。1872年（明治4年）廃藩置県によって各藩は県に改変、同年11月に下総国内の各県が統合され、西半の9郡（結城、豊田、岡田、猿島、葛飾、相馬、印旛、埴生、千葉）に印旛県が成立し、東半の3郡（香取、匝瑳、海上）は常陸国の南半部とともに新治県となった。1873年（明治6年）、印旛県は木更津県（上総・安房両国を管轄区域とする）と合併して千葉県となり、1875年（明治8年）に新治県が廃止されると南半の下総国3郡が千葉県に編入され、逆に（旧）千葉県管下で利根川以北の区域（結城、豊田、岡田、猿島の4郡および葛飾・相馬両郡の一部）が茨城県に編入された。また同時に、葛飾郡のうち江戸川以西の区域が埼玉県に移管された。この結果、下総国は茨城・千葉・埼玉の3県に分割された。

### 明治以後の沿革
- 「旧高旧領取調帳」に記載されている明治初年時点での国内の支配は以下の通り（1,640村・685,804石7斗5升）。太字は当該郡内に藩庁が所在。国名のあるものは飛地領。
  - 葛飾郡（337村・125,308石余） - 幕府領、関宿藩、古河藩、下野壬生藩、駿河田中藩
  - 猿島郡（82村・45,915石余） - 幕府領、関宿藩、古河藩、下野壬生藩、丹後峰山藩
  - 結城郡（53村・35,007石余） - 幕府領、一橋徳川家領、結城藩、下野壬生藩
  - 豊田郡（80村・38,251石余） - 幕府領、出羽長瀞藩、陸奥仙台藩、常陸牛久藩、下野烏山藩
  - 岡田郡（42村・22,573石余） - 幕府領、常陸牛久藩
  - 千葉郡（136村・44,943石余） - 幕府領、生実藩、佐倉藩、出羽長瀞藩
  - 印旛郡（272村・69,228石余） - 幕府領、佐倉藩、高岡藩、遠江浜松藩、山城淀藩
  - 埴生郡（62村・25,791石余） - 幕府領、田安徳川家領、佐倉藩、出羽長瀞藩、山城淀藩
  - 香取郡（296村・149,119石余） - 幕府領、田安徳川家領、小見川藩、多古藩、高岡藩、佐倉藩、上総飯野藩、安房館山藩、安房船形藩、上野安中藩、三河西端藩、伊勢津藩、山城淀藩
  - 匝瑳郡（68村・37,491石余） - 幕府領、佐倉藩、生実藩、上野安中藩、三河西端藩
  - 海上郡（70村・27,258石余） - 幕府領、佐倉藩、小見川藩、生実藩、上野高崎藩、上野安中藩
  - 相馬郡（142村・64,913石余） - 幕府領、田安徳川家領、関宿藩、高岡藩、上総一宮藩、常陸土浦藩、常陸牛久藩、下野烏山藩、駿河田中藩、山城淀藩
- 慶応4年
  - 6月27日（1868年8月15日） - 結城郡、猿島郡、豊田郡、岡田郡の幕府領・旗本領が常陸知県事の管轄となる。
  - 7月2日（1868年8月19日） - 海上郡、匝瑳郡および香取郡の一部の幕府領・旗本領、廃藩となった安房船形藩領（香取郡のうち）が安房上総知県事の管轄となる。
  - 7月10日（1868年8月27日） - 葛飾郡の一部が武蔵知県事の管轄となる。
  - 7月13日（1868年8月30日） - 駿河田中藩が安房長尾藩に転封され、飛地領の一部（葛飾郡のうち）が武蔵知県事の管轄となる。
  - 8月8日（1868年9月23日） - 相馬郡、千葉郡、印旛郡、埴生郡および葛飾郡、香取郡の一部が下総知県事の管轄となる。旧田中藩飛地領の残部（葛飾郡のうち）も管轄。
- 明治元年
  - 9月23日（1868年11月7日） - 遠江浜松藩が上総鶴舞藩に転封。飛地領（印旛郡のうち）が下総知県事の管轄となる。
  - 領地替えにより武蔵岩槻藩が葛飾郡の一部を管轄。
- 明治2年
  - 1月13日（1869年2月23日） - 下総知県事の管轄区域に葛飾県を、武蔵知県事の管轄区域（葛飾郡のうち）に小菅県をそれぞれ設置。
  - 2月9日（1869年3月21日） - 安房上総知県事の管轄区域に宮谷県を、常陸知県事の管轄区域に若森県をそれぞれ設置。
  - 11月19日（1869年12月21日） - 羽前長瀞藩が上総大網藩に転封。飛地領は存続。
- 明治4年 
  - 2月17日（1871年4月6日） - 上総大網藩が常陸龍ヶ崎藩に転封。飛地領は存続。
  - 3月19日（1871年5月8日） - 下野高徳藩が転封により曾我野藩となり、千葉郡の一部を管轄。幕藩体制および府藩県三治制を通じて最後の藩の成立となる。
  - 7月14日（1871年8月29日） - 廃藩置県により、藩領が佐倉県、古河県、関宿県、結城県、生実県、曾我野県、多古県、小見川県、高岡県および高崎県、安中県、壬生県、烏山県、土浦県、牛久県、龍ヶ崎県、一宮県、飯野県、館山県、西端県、津県、淀県、峰山県の飛地となる。
  - 10月28日（1871年12月10日） - 第1次府県統合により、高崎県・安中県の飛地が群馬県の管轄となる。
  - 11月2日（1871年12月13日） - 第1次府県統合により、峰山県の飛地が豊岡県の管轄となる。
  - 11月14日（1871年12月25日） - 第1次府県統合により、香取郡・匝瑳郡・海上郡が新治県、残部が印旛県に統合。おおむね多古県・小見川県・高岡県および宮谷県の一部が新治県に、佐倉県・古河県・関宿県・結城県・生実県・曾我野県・葛飾県および小菅県の一部が印旛県に統合された。
- 明治6年（1873年）6月15日 - 印旛県が木更津県と統合して千葉県が発足。
- 明治8年（1875年）5月7日 - 第2次府県統合により、新治県のうち下総国を千葉県に、常陸国を茨城県に合併。それに伴う千葉県・茨城県の再編に合わせて、千葉県管下の下総国のうち利根川および旧利根川（現中川、権現堂川）以北の区域（のちの西葛飾郡、北相馬郡）が茨城県に、江戸川以西の村（のちの中葛飾郡）が埼玉県に移管。

## 国内の施設

### 国府

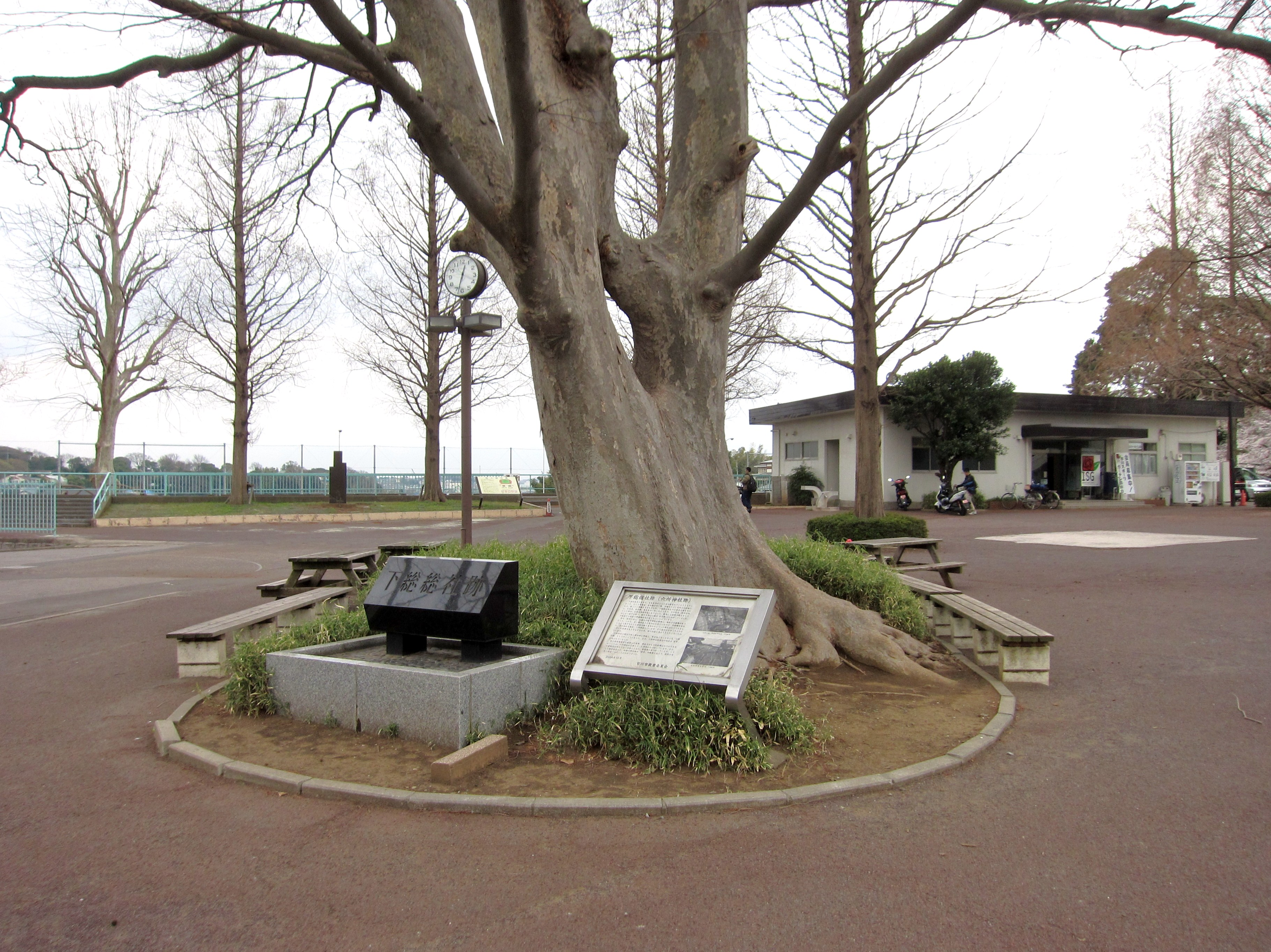
下総総社跡
現在は国府台公園。国府跡も周辺と推定される。

市川市国府台では、国府関連施設と思われる遺跡が発掘されている。国府の中心である国庁の正確な位置はわかっていないが、1995年からの和洋女子大学敷地内の発掘調査などでは国衙の周囲の溝と推測される跡が発見された。この発見により、国府台地区に国府があったことが考古学的にも確実視されるようになった。2023年に市川市教育委員会が調査を実施した結果、下総国の国衙跡に関連すると考えられる区画溝や掘立柱建物などが見つかり、区画溝からは土器が数点出土したようである。これにより、千葉商科大学の駐車場周辺は、より重要な施設が存在していたのではないかと推測されるようになり、その結果、地元研究者の間では「今の市営野球場の位置にあったのでは」と推測されるようになった。ところが、その頃、施設の改修や建て替え工事が相次いでおり、埋まったままの遺構が工事で破壊されかねないと、地元の市民団体が「調査体制の整備を」と市川市や千葉県に要望を続けているところである。
郡衙は、下総の郡家のうち埴生郡家は栄町大畑遺跡、また郡家に関連する下総相馬郡の田祖・正税を入れる正倉が我孫子市日秀西遺跡と想定されている。

### 国分寺・国分尼寺
- 下総国分寺跡 （千葉県市川市国分、北緯35度44分38.91秒 東経139度54分59.47秒 / 北緯35.7441417度 東経139.9165194度）

国の史跡。跡地上に後継の国分山国分寺（市川市国分、本尊：薬師如来）があり、法灯を伝承する。
- 下総国分尼寺跡 （千葉県市川市国分、北緯35度44分47.56秒 東経139度54分46.70秒 / 北緯35.7465444度 東経139.9129722度）

国の史跡。僧寺跡の北西に所在。南大門・中門・金堂・講堂が並び、一番奥に尼坊が配置されていた。後継はない。

### 神社
延喜式内社
『延喜式神名帳』には、以下に示す大社1座1社・小社10座10社の計11座11社が記載されている（下総国の式内社一覧参照）。大社1社は以下に示すもので、名神大社である。
- 香取郡 香取神宮 （千葉県香取市香取、北緯35度53分10.03秒 東経140度31分43.33秒 / 北緯35.8861194度 東経140.5287028度）

総社・一宮以下
- 総社：六所神社 （千葉県市川市須和田、北緯35度44分11.73秒 東経139度55分01.30秒 / 北緯35.7365917度 東経139.9170278度） - 元は同市国府台の国府跡近くにあったが、旧陸軍の駐屯により現在地に遷座した。
- 一宮：香取神宮
- 二宮
  - 二宮神社 （千葉県船橋市、北緯35度42分06.4秒 東経140度03分08.2秒 / 北緯35.701778度 東経140.052278度）
  - 玉崎神社 （千葉県旭市、北緯35度41分51.36秒 東経140度43分35.76秒 / 北緯35.6976000度 東経140.7266000度）

一宮の香取神宮の力が非常に大きいため、二宮以下は実質的には存在しなかったという説もある。

### 安国寺利生塔
- 安国寺 - 茨城県古河市にあったと伝えられるが廃寺である
- 利生塔 - 雲富山大慈恩寺（千葉県成田市吉岡、本尊：釈迦如来）が継承

### 駅
いずれも律令時代の駅。
- 井上駅（千葉県市川市市川付近）馬10頭
- 浮嶋駅（千葉市花見川区幕張町付近）馬5頭
- 河曲駅（千葉市中央区中央・本千葉付近）馬5頭
- 茜津駅（柏市北柏・松戸・我孫子市船戸付近）馬10頭
- 於賦駅（我孫子市新木・布佐付近）馬10頭
- 鳥取駅（佐倉市神門・宮本付近）805年に廃止
- 山方駅（成田市郷部付近）805年に廃止
- 真敷駅（成田市南敷・乗馬里付近）805年に廃止
- 荒海駅（成田市荒海・磯部付近）805年に廃止

### 馬牧
- 諸国牧（飛鳥時代）
  - 高津馬牧（八千代市高津を中心とした一帯または香取郡多古町高津付近とする説もある）
  - 大結馬牧（船橋市夏見付近一帯または茨城県常総市大生郷町から同市古間木一帯とする説もある）
  - 浮島牛牧（千葉市花見川区幕張一帯または東京都墨田区浮島一帯とする説もある）
  - 木島牧
  - 長洲牧

- 江戸幕府直轄牧馬
  - 小金牧
  - 佐倉牧

### 城館
- 千葉県の城#下総国を参照

### 湊・津
太字は主要なもの。

#### 内海
- 船橋湊
- 検見川湊
- 曽我野湊
- 登戸湊
- 寒川湊

#### 外海
- 飯沼湊

#### 利根川・香取海
- 垣根津
- 野尻津
- 森戸津
- 笹本津
- 今泉津
- 石出津
- 笹川津
- 小見川津
- 側高津
- 篠原津
- 井戸庭津
- 佐原津
- 関戸津
- 岩ヶ崎津
- 神崎津

## 地域

### 古代-中世

#### 郡と荘園
カッコ内には補足（他の呼称・管理者・成立年等）を記述する。
- (1)葛飾郡
  - 風早郷、松戸荘、矢木郷、国分郷（国分寺領）、八幡荘（不明）、夏見御厨 （伊勢神宮・1138年 - ）、下河辺荘 （八条院・1186年 - ）、下河辺野方荘、大島郷、葛西御厨、葛西猿俣荘、島俣里、仲村里、甲和里、栗原郷、駅家郷、桑原郷
- (2)相馬郡（全6郷）
  - 相馬御厨（伊勢神宮・1130年 - ）、相馬郷、大井郷、古溝郷、布佐郷、意部郷
- (3)千葉郡
  - 萓田郷・神保郷(後に萓田神保御厨となる)、吉橋郷、千葉荘、白井荘（延暦寺・1186年 - ）、菊田荘、武石郷、物部郷、山梨郷、三枝郷、池田郷、山家郷、糠郷、千葉郷
- (4)印旛郡
  - 印西条、平塚郷、臼井郷 （臼井荘1331）、印東荘 （成就寺（仁和寺成就院ヵ・1186年（1155年以前より荘園）、言美郷、三宅郷、村神郷、船穂郷、日理郷、吉高郷、印旛郷、余戸郷、鳥矢郷、長隅郷
- (5)埴生郡
  - 埴生西条、富谷郷、河栗郷、遠山方御厨（伊勢神宮・1249年）、埴生荘園（不明・1197年）、酢取郷、麻在郷、玉作郷、山方郷
- (6)香取郡
  - 大須賀郷（大須賀保・1271年）、香取社領（摂関家）、大戸荘（摂関家・1186年）、神崎荘（1186年）、小川郷、香取郷、大倉郷、山幡郷、大槻郷、磯々郷
- (7)海上郡
  - 小見荘、三崎荘（海上荘）（九条家・1186年）、橘荘（東荘）／木内荘（二位大納言家・1186年）、松沢荘（不明・1197年）、三前郷、三宅郷、橘川郷、石田郷、軽部郷、神代郷、布方郷、編玉郷、小野郷、城上(内)郷
- (8)匝瑳郡
  - 匝瑳北条荘（不明・1197年）、匝瑳南条荘（匝瑳荘）（熊野山・1186年）、千田荘（本家皇嘉門院、領家藤原親政1180年）、玉造荘（園城寺・1186年）、飯塚荘（不明・1254年）、田部郷、玉作郷、中村郷、石室郷、須賀郷、大田郷、辛川郷、珠浦郷
- (9)結城郡
  - 高橋郷、結城郷、茂治郷、小埇郷、余戸郷
- (10)猿島郡
  - 石井郷、葦津郷、八俣郷
- (11)豊田郡
  - 岡田郷、飯猪郷、太方郷
- (12)岡田郡（豊田郡が分割成立）
  - 手向郷

### 中世 - 近世

#### 下総国の藩
特記事項のない限り、須田茂『房総諸藩録』（崙書房、1985年）による。ただし、徳川家康の関東入部後に配置され、関ケ原の合戦後に大名となって転出した1万石以下の知行地も含む。
- 小篠藩[注釈 5]
- 蘆戸藩[注釈 6]
- 小南藩[注釈 7]
- 上代藩[注釈 8]
- 小見川藩
- 矢作藩
- 多古藩
- 大須賀藩[注釈 9]
- 高岡藩
- 生実藩
- 曾我野藩
- 岩富藩
- 佐倉藩
- 臼井藩
- 栗原藩
- 山崎藩
- 関宿藩
- 布川藩[注釈 10]
- 井野藩[注釈 11]
- 守谷藩
- 大輪藩
- 山川藩
- 結城藩
- 古河藩

### 近代以降

#### 郡と村
- 葛飾郡
- 相馬郡
- 千葉郡
- 印旛郡
- 埴生郡
- 香取郡
- 海上郡
- 匝瑳郡
- 結城郡
- 猿島郡
- 豊田郡
- 岡田郡

### 石高
- 681,062

### 人口
- 1721年（享保6年） - 54万2661人
- 1750年（寛延3年） - 56万5614人
- 1756年（宝暦6年） - 48万3526人
- 1786年（天明6年） - 46万8413人
- 1792年（寛政4年） - 46万4641人
- 1798年（寛政10年） - 48万4641人
- 1804年（文化元年） - 47万8721人
- 1822年（文政5年） - 41万9106人
- 1828年（文政11年） - 49万7758人
- 1834年（天保5年） - 40万2093人
- 1840年（天保11年） - 49万9507人
- 1846年（弘化3年） - 52万5041人
- 1872年（明治5年） - 64万5029人

出典: 内閣統計局・編、速水融・復刻版監修解題、『国勢調査以前日本人口統計集成』巻1（1992年）及び別巻1（1993年）、東洋書林。

## 人物

### 国司

#### 下総守
- 下総国司等一覧
- 橘佐臣 従五位下
- 橘仲任 従五位下

#### 下総介
- 忌部広万呂
- 田中浄人：延暦9年（790年）任官

#### 武家官位としての下総守
- 安田義定
- 若槻頼胤 従五位下
- 多賀谷家重
- 多賀谷政経
- 蒲田致重
- 成田正等
- 成田顕泰
- 成田親泰
- 成田長泰
- 土田政久
- 滝川雄利 従五位下
- 松平忠明（1600年〈慶長5年〉 - ）従五位下
- 本多俊次 従五位下
- 市橋長政 従五位下
- 松平忠弘（1645年〈正保2年〉- ） 従五位下
- 堀田正仲 従四位下
- 松平忠雅 従四位下
- 庄田安利（1695年1月21日〈元禄7年12月18日〉 - ）従五位下
- 間部詮言 従五位下
- 市橋政信 従五位下
- 市橋信直 従五位下
- 田村誠顕 従五位下
- 畠山義紀 従四位上
- 田村村隆 従五位下
- 間部詮茂 従五位下
- 市橋直挙 従五位下
- 大沢基季 従四位下
- 市橋長昭 従五位下
- 保科正徳（1810年〈文化7年6月〉 - ）従五位下
- 間部詮勝（1818年〈文政元年12月〉[年号要検証] - ）従五位下
- 松平忠国 従四位下
- 市橋長和 正四位
- 間部詮道 正五位

### 守護

#### 鎌倉幕府
- 1180年 - 1189年 : 千葉常胤
- 1209年 - ? : 千葉成胤
- 1250年 - ? : 千葉頼胤
- 1321年 - 1333年 : 千葉貞胤

#### 室町幕府
- 1336年 - 1351年 : 千葉貞胤
- 1353年 - 1365年 : 千葉氏胤
- 1365年 - 1417年 : 千葉満胤
- 1417年 - 1430年 : 千葉兼胤
- 1430年 - 1441年 : 千葉胤直
- 1441年 - 1454年 : 千葉胤将